# فيستيورن
فيستيورن (بالإنجليزية: Festihorn)‏ هو أحد جبال سلسلة جبال الألب بينيني وجزء من القمة الأم يقع في كانتون فاليز، سويسرا. يبلغ ارتفاع الجبل حوالي 3248 متر، بينما يبلغ ارتفاع نتوء الجبل 134 متر.